# 勝興寺
勝興寺（しょうこうじ）は、富山県高岡市伏木古国府にある浄土真宗本願寺派の仏教寺院。山号は雲龍山。本尊は阿弥陀如来。国宝2棟・重要文化財10棟の建造物を含む多くの文化財を有することで知られる。地元の人からは「ふるこはん」の愛称で親しまれている。2015年（平成27年）4月24日、「加賀前田家ゆかりの町民文化が花咲くまち高岡－人、技、心－」の構成文化財として日本遺産に認定される。

## 歴史
勝興寺の起こりは1471年（文明3年）、蓮如が越中砺波郡蟹谷庄土山（現：富山県南砺市土山）に創建した土山御坊で、蓮如の四男蓮誓が置かれた。その後1494年（明応3年）に蟹谷庄高木場御坊（現：南砺市高窪）へ移転。火災による焼失後、1517年（永正14年）、佐渡にあった順徳天皇御願寺の勝興寺（殊勝誓願興行寺）を再興し、寺号を相続して「勝興寺」 と称した。1519年（永正16年）には安養寺村（現：富山県小矢部市末友）に移り、蓮誓の次男実玄が安養寺城を建てた。
勝興寺は戦国時代、瑞泉寺と並んで越中一向一揆の中心勢力として猛威を振るったが、1581年（天正9年）、第5代顕幸の時に石黒成綱に焼き討ちされた。1584年（天正12年）、佐々成政が古国府城の土地を越中一向一揆に寄進し、顕幸が移ったこの地が現在の勝興寺である。
佐々成政が富山の役で敗退した後、一帯は前田利家が領し、1618年12月21日に前田利常により25石の寺領が加増されるなど、江戸時代にかけて加賀藩前田家の庇護を受けて境内が整備された。第10代藩主の前田治脩は、藩主を継ぐ以前の若年期に一時出家しており、ここで得度している。
かつては報恩講の際に御示談（僧侶と門徒が教義や信心について議論・質疑応答を行うこと）が熱心に行われていたが、布教使の質の低下に伴い廃止されると、参詣者も減少の一途を辿った。報恩講の際に灯される大蝋燭は名物として現在も受け継がれている。

### 平成の大修理
1998年（平成10年）より国の補助を受け、江戸時代の姿を甦らせるべく大規模な修理が行われた。傷みのひどい箇所は半解体修理を行うなど、復元保存修理を進めた。第1期に当たる本堂の修理が2004年（平成16年）に完了し、2005年（平成17年）から第2期工事に着手。2020年（令和2年）1月に総門を残してほぼ完了し、同年7月20日の総門の修理完了によって20年以上にわたった工事が完了した。その後、境内の景観整備などを進め、2021年（令和3年）3月末に完工。同年4月9日より完成イベントが開催され、4月11日に竣工式が行われた。修理総額は約70億円である。完工を記念し、同年1月に第45期棋聖戦挑戦手合七番勝負第二局が開催された。

## 境内

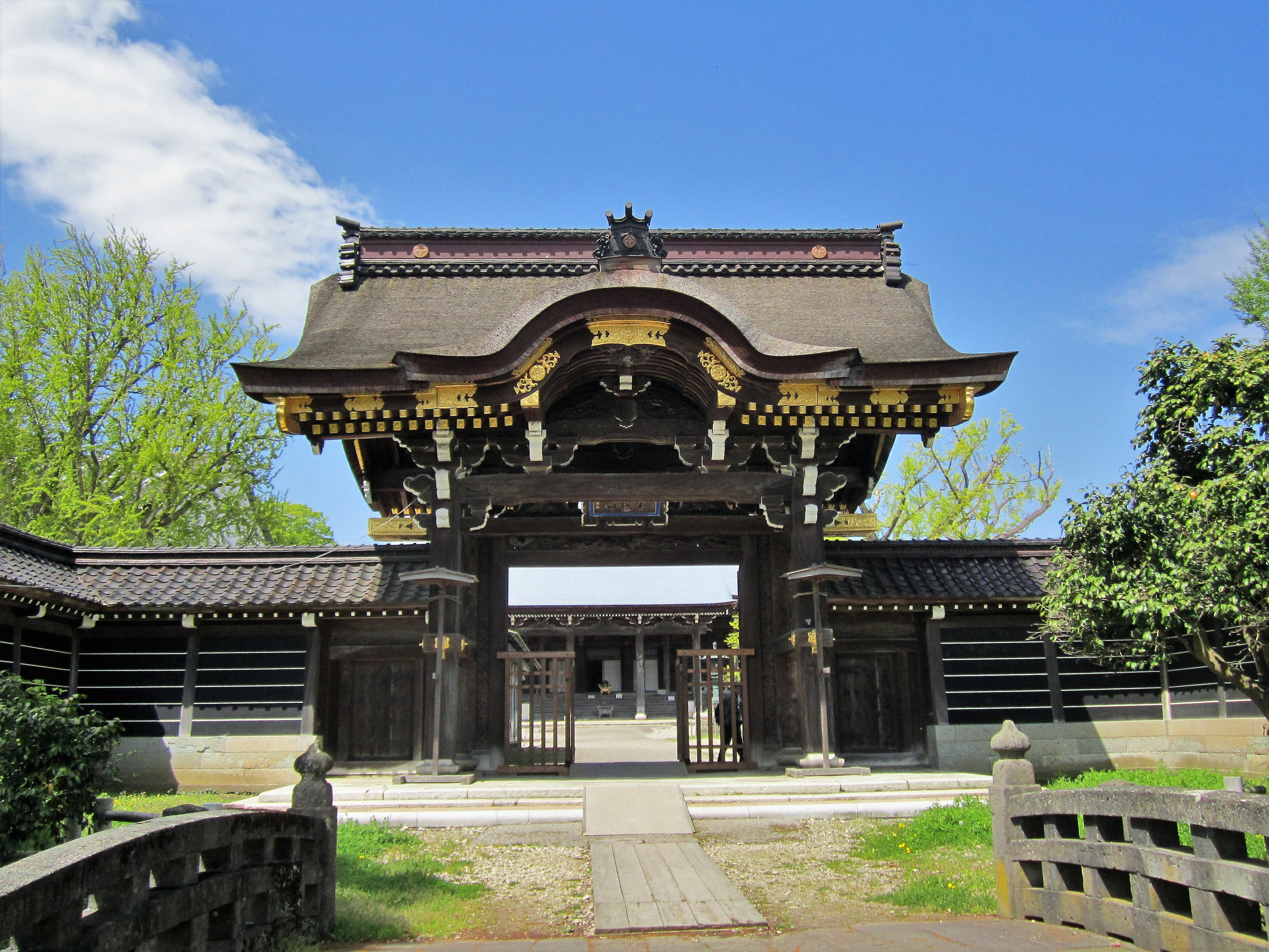
唐門（修復後）
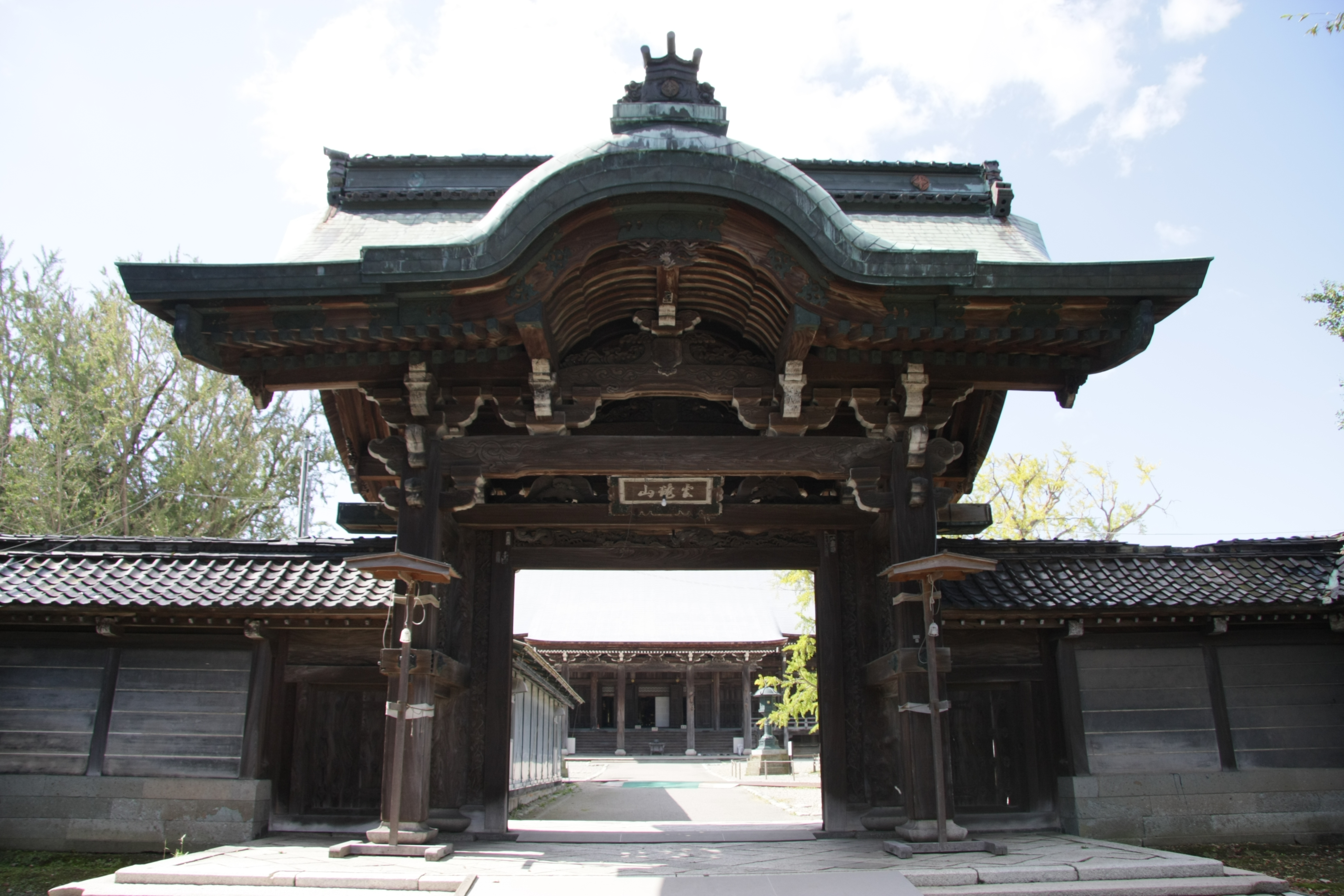
唐門（修復前）
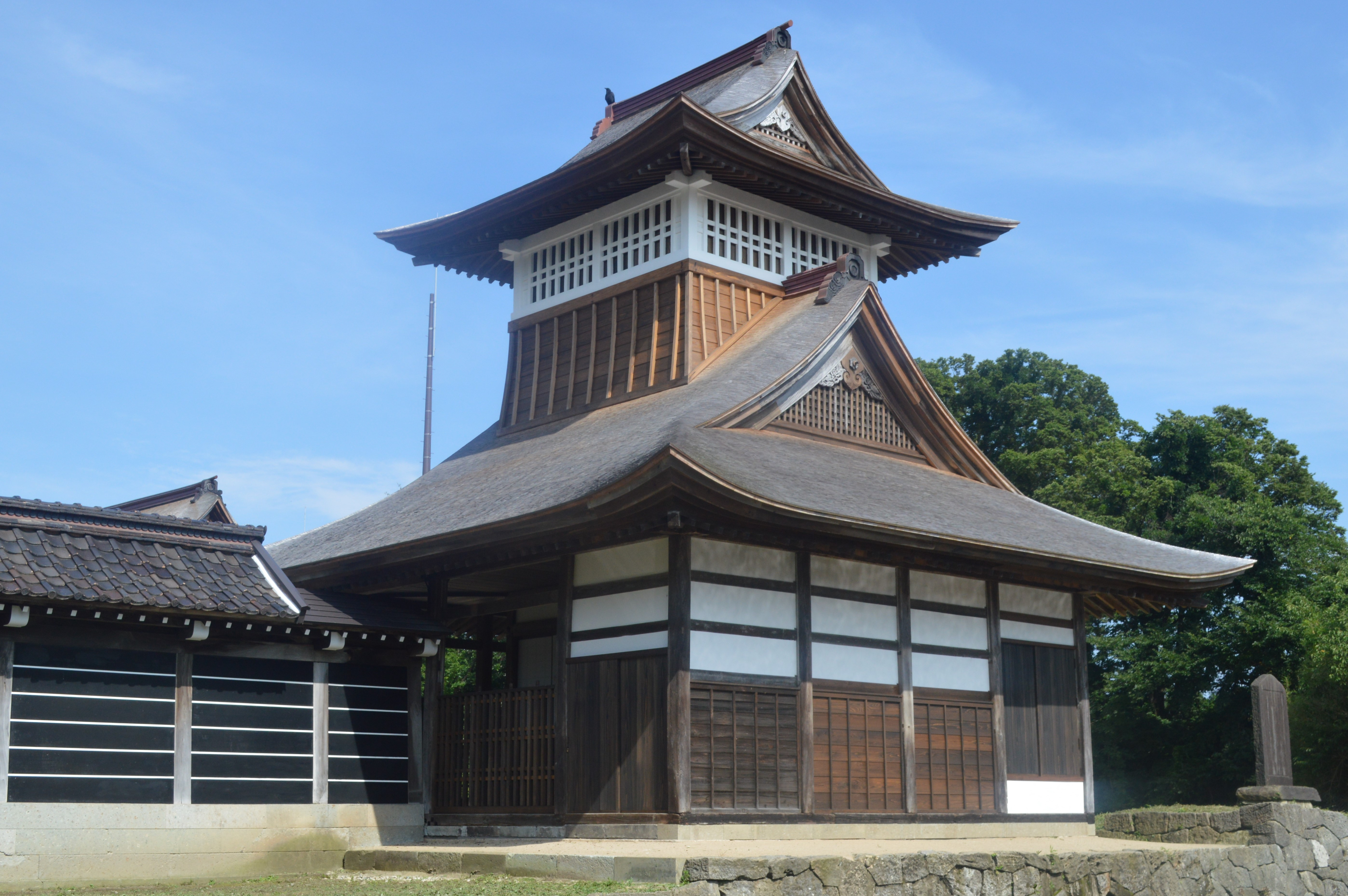
鼓堂
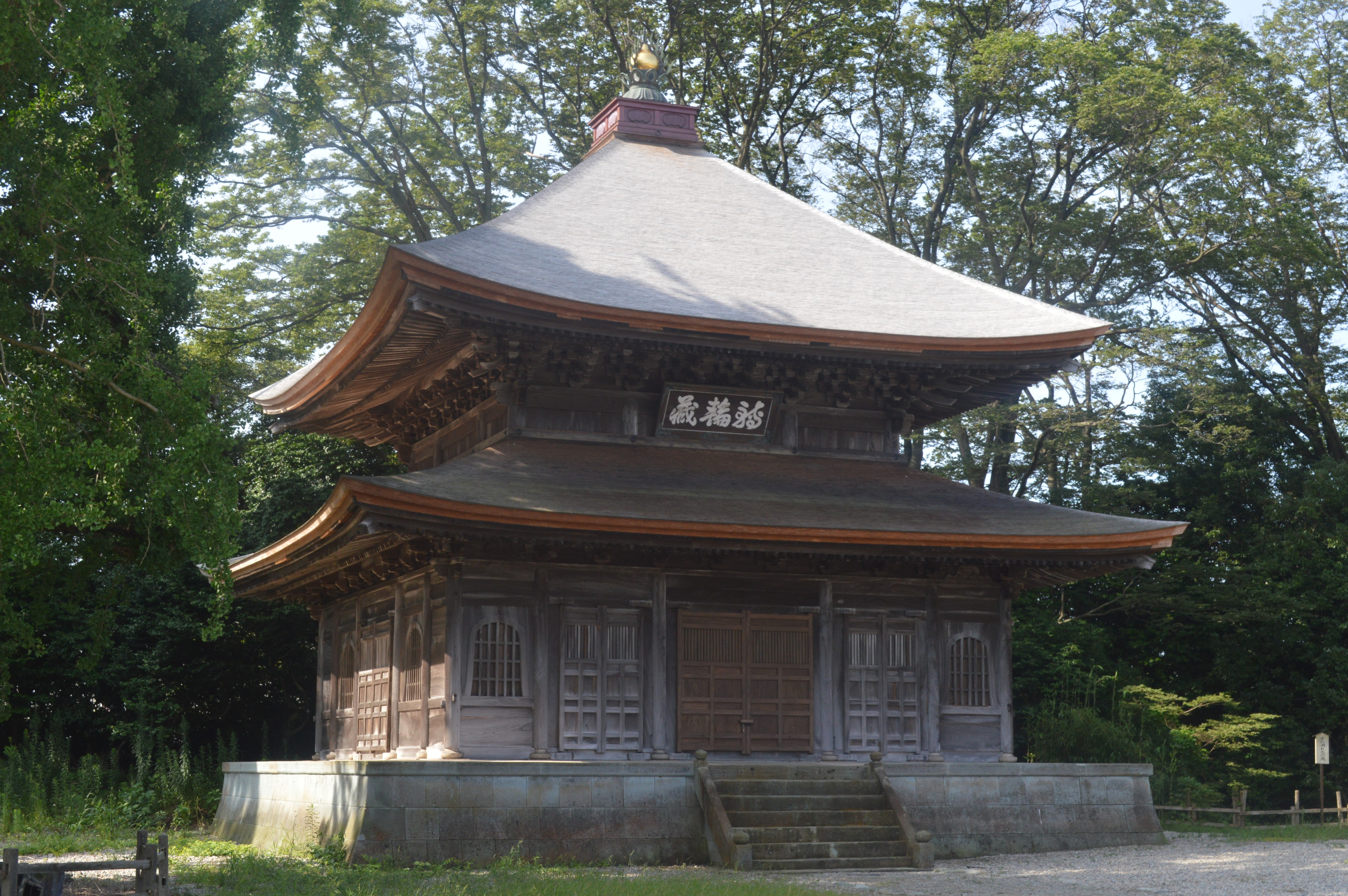
経堂
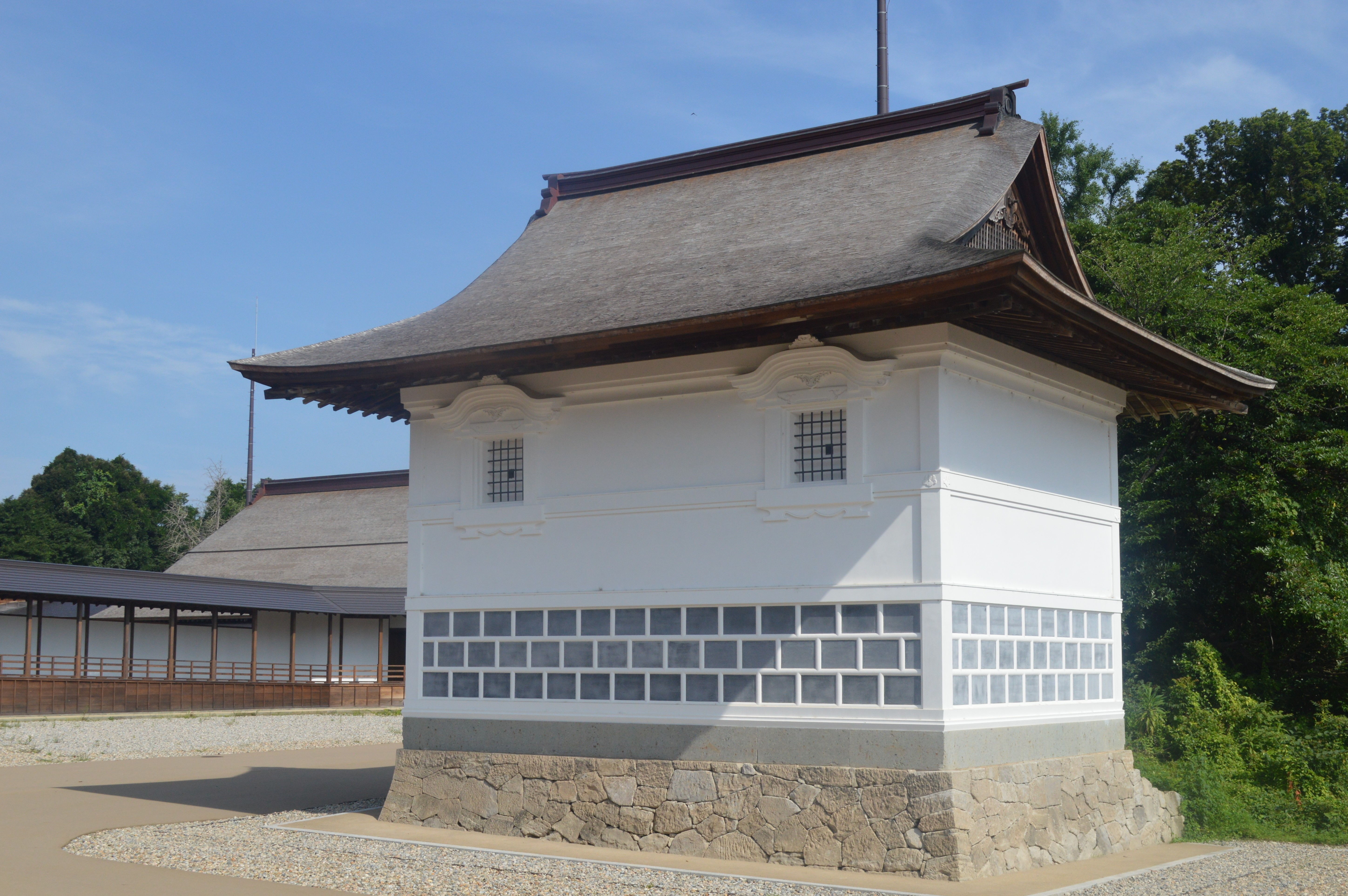
宝蔵
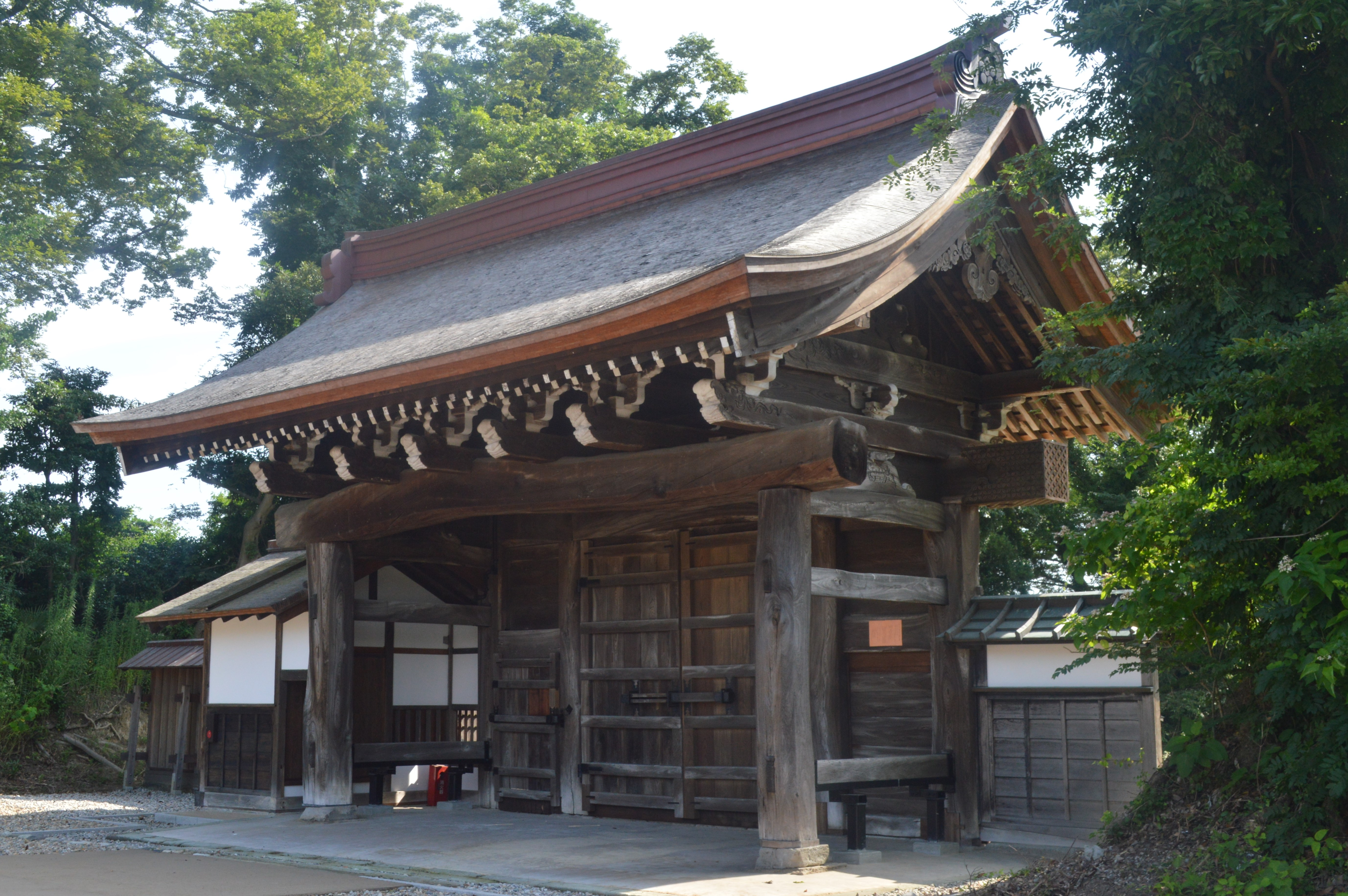
式台門
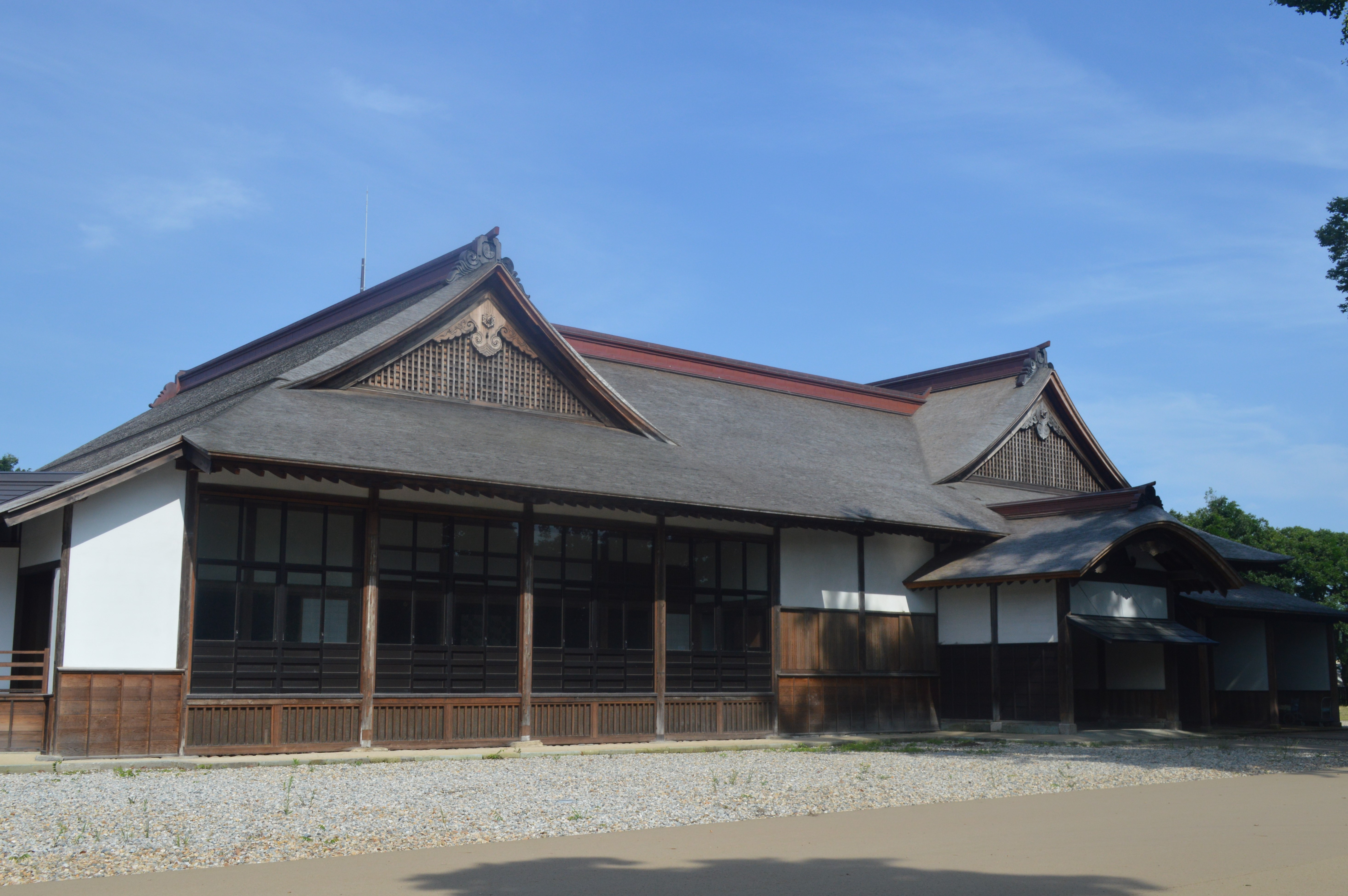
大広間及び式台

敷地は土塁・空濠で囲まれており、越中の国府跡という伝承がある。境内は東を正面とし、総門、唐門を入った敷地南寄りに大規模な本堂が建ち、北寄りには大広間、書院、台所など寺僧の居住・接客用の建物群が軒を列ねる。近世建立の堂舎群がまとまって残り、近世寺院の景観を残す点に価値が認められる。
建造物は、本堂と唐門の2棟等が1988年（昭和63年）1月13日に国の重要文化財に指定、総門ほか10棟が1995年（平成7年）に追加指定され、本堂と大広間及び式台の2棟が2022年（令和4年）12月12日に国宝に指定された。
本堂
1795年（寛政7年）建立。間口39.3m、奥行き37.4m、高さ23.5mの大型の仏堂で、国宝・重要文化財の建造物の中で、本堂では全国9番目の規模を誇る。屋根は亜鉛合板葺きである。元々は鉛葺きだった屋根が明治時代に瓦葺きになったが、1998年から2004年まで行われた本堂の大修復で、環境に配慮し鉛葺きに色合い、光沢が近い亜鉛合板葺きとなった。本堂内陣は西本願寺以上のきらびやかさで、金の欄間などの装飾が施され、格子天井には色鮮やかな菊紋様が描かれている。
総門
1840年（天保11年）建立。高さ8.7m、桁行5.5m、梁間3.1mの高麗門。重要文化財指定の高麗門としては最大級の門である。
唐門
1769年（明和6年）建立。前後の軒に唐破風が付く間口6mの門。1893年（明治26年）京都の興正寺より、2艘の北前船を利用して移建された。2014年（平成26年）まで行われた修復で、銅板葺きから檜皮（ひわだ）葺きに復元された。
鼓堂
1733年（享保18年）建立。総門をくぐった正面、掘割に面して建つ2層の入母屋造りの建物で、城郭の櫓（やぐら）に似た外観を持つ。2階には時を告げる太鼓が保存されている。長年使用されず傷んでいたが、建築物の平成の大修理に合わせ、2021年（令和3年）3月末までに住民有志によって修理された。
経堂
1805年（文化2年）建立。
宝蔵
江戸時代末期建立。
御霊屋
1810年（文化7年）建立。
式台門
1775年（安永4年）建立。
大広間及び式台
1692年（元禄5年）建立。現存する建築物で最も古い。大広間には、地方の寺院では珍しい、部屋の位の高さを示す天井が少し高い「上段の間」があり、公家衆の使者をもてなす場として用いられた。この部屋と手前の部屋の間の上部には、彫刻が施された欄間を備えて聖域との区別を図っている。
台所
1863年（文久3年）建立。
書院及び奥書院
1671年（寛文11年）建立。奥書院の壁や襖には金箔が張られており「金の間」と呼ばれる。
御内仏
1688年（天保元年）建立。
- 唐門（修復後）
- 唐門（修復前）
- 鼓堂
- 経堂
- 宝蔵
- 式台門
- 大広間及び式台

## 文化財

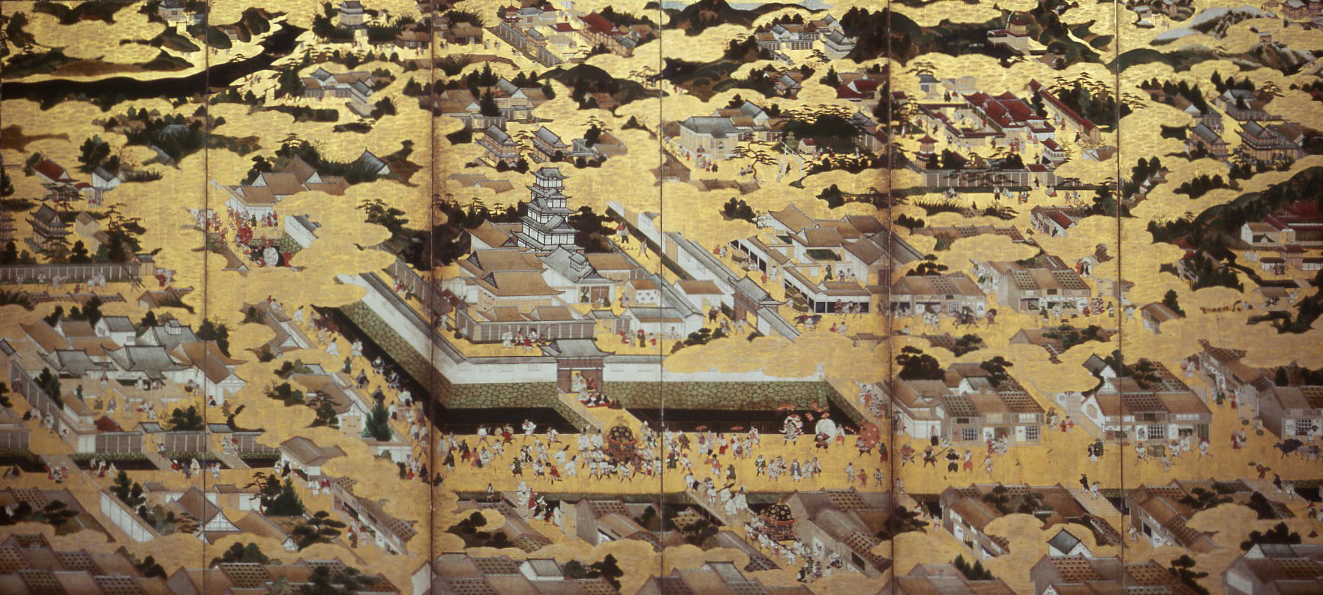
洛中洛外図左隻（右京隻）

### 国宝
- 勝興寺 2棟（建造物） - 解説は既出。2022年（令和4年）12月12日指定[17][1]。
  - 本堂
  - 大広間及び式台

### 重要文化財
- 勝興寺 10棟（建造物） - 解説は既出。1988年（昭和63年）に本堂・唐門が指定、1995年（平成7年）に総門ほか10棟が追加指定、2022年（令和4年）に本堂・大広間及び式台の2棟が国宝に指定。
  - 総門
  - 唐門
  - 鼓堂
  - 経堂
  - 宝蔵
  - 御霊屋
  - 式台門
  - 台所
  - 書院及び奥書院
  - 御内仏
- 紙本金地著色洛中洛外図六曲一双

勝興寺本。高岡市美術館寄託。筆者は狩野孝信及びその周辺の絵師か。

### 富山県指定文化財
勝興寺宝物
工芸品28品、絵画14点、彫刻1点、書跡13点、古文書180点。

## 七不思議
- 実ならずの銀杏
- 天から降った石
- 水の枯れない池
- 屋根を支える猿
- 魔除けの柱
- 雲龍の硯
- 三葉の松

## 補足
地元住民からは「ふるこはん」と呼び親しまれている。

## アクセス
JR西日本氷見線伏木駅から徒歩5分程度。